# 夏を好きになるための6の法則
夏を好きになるための6の法則（なつをすきになるためのろくのほうそく）は、日本のバンドThe Mirrazのミニアルバムである。2013年6月12日発売。

## 解説
EMIミュージック・ジャパンへ移籍後初のミニアルバム。キャッチ・コピーは「きっと夏が好きになる。」。
2013年2月13日に発売されたフルアルバム『選ばれてここに来たんじゃなく、選んでここに来たんだ』を完成させた2012年暮れ、畠山承平（Vo.&G.）は「『僕はスーパーマン』が更に進化したような曲を作ったら面白いじゃないか?」というディレクターの提案を受けてデモを5、6曲作ったものの、今一つしっくりこなかったという。そんな中、インディーズベスト盤が非公式で制作されることになり、未発表曲を3曲追加収録する予定で話が進んでいたが、結局それらの楽曲は収録されず発売に至っている。この出来事に憤りをあらわにした畠山は早速「真夏の屯田兵〜Yeah!Yeah!Yeah!〜」を作り、それと未発表の3曲である「名曲」「NEW WORLD」「エンドレスサマー」を並べて聴いた途端、「なんとなく夏っぽいな」と感じ、本作の制作につながった。
初回生産分の特典として「ハタケヤマンタの満々散歩MAP 〜江ノ島鎌倉編〜」が封入され、畠山の地元・鎌倉と江ノ島のオススメスポットが紹介された。また本作の発売記念として2013年8月26日、神奈川県鎌倉市の「SEACRET BOX BY OTODAMA」で『夏を好きになるための7つ目の法則 〜目覚めよ! セブンセンシズの巻〜』と題したスペシャル・ビーチLIVEが開催され、CD内に封入された応募はがきを送った中から100名が抽選で招待された。

## 収録曲
1. 真夏の屯田兵〜Yeah!Yeah!Yeah!〜（4:37）
PVあり。ミュージックステーション初登場時に披露された。
畠山の父親は北海道出身で、ライブの際にイベンターから「屯田兵って不屈の精神がある人たち。そういう言葉を曲にしてくれて嬉しいです。」と感謝されたとのこと[2]。
2. 名曲（2:52）
3. NEW WORLD（3:59）
2017年に公開された『映画 夜空はいつでも最高密度の青色だ』（石井裕也監督）のエンディング主題歌に使用された。
4. CLove GAME（5:24）
5. Fireworks（5:21）
6. エンドレスサマー（4:04）
歌詞に神奈川県の鎌倉や江の島の名所が出て来る。